# Mouad Ben-Chaib
 (janvier 2023).
Mouad Ben-Chaib, né le  7 novembre 1984 à Amsterdam (Pays-Bas), est un acteur néerlandais d'origine marocaine.

## Filmographie

### Cinéma
- 2019 : De Boodschap : Wassim
- 2020 : Commandos: The Mission : Militaire
- 2020 : New Queer Visions: Right Beside You :

### Courts métrages
- 2017 : De Directeur : Rico
- 2017 : Shiro : Jones
- 2018 : Stille Dorst : Tarik
- 2018 : Macho : Friend
- 2019 : Shalky : Lotto
- 2019 : Babydaddy : Samir
- 2019 : God Glitch : Romeo

### Séries télévisées
- 2017 : Gebroeders S. : Anas
- 2018 : Mocro Maffia : Mounir
- 2019 : DNA : Policier
- 2019 : Joardy Sitcom : Sharky
- 2020 : Baantjer het Begin : Max
- 2020 : Hoogvliegers : Rebel

## Prix
- 2019 : Nommé pour le prix meilleur acteur de film LGBT (Stille Dorst)
- 2019 : Vainqueur du prix 48Hour Nijmegen du meilleur acteur de God Glitch
- 2019 : Vainqueur du prix Queen Palm International Film Festival du meilleur acteur dans Stille Dorst
- 2020 : Vainqueur du prix Scorpiusfest du meilleur acteur de God Glitch